# Joseph Pickett
Pour les articles homonymes, voir Pickett.
Joseph Pickett, né en mars 1848 et mort le 12 décembre 1918 à New Hope en Pennsylvanie, est un peintre naïf américain.

## Biographie
D'abord charpentier puis constructeur de bateaux, il passe toute sa vie à New Hope. À 45 ans, il ouvre un magasin général et commence à peindre dans son arrière-salle. Son ambition est de peindre l'histoire de sa ville natale. Après sa mort, sa femme détruit la plupart de ses œuvres et vend le reste aux enchères.
Il faut attendre le début des années 1930 pour que son travail soit redécouvert, notamment grâce à Juliana R. Force (en) qui acquiert, pour la première exposition biennale du Whitney Museum of American Art dont elle est le premier directeur, la toile intitulée Coryell’s Ferry, 1776,, et surtout à Holger Cahill (en), alors directeur du MoMA (administrateur par la suite du Federal Art Project pendant la Grande Dépression), qui le fait connaître du public et décrit sa peinture dans le catalogue de l'exposition American Sources of Modern Art, American Folk Art : The Art of the Common Man in America, 1750-1900,.
Joseph Pickett est aujourd'hui considéré comme l'un des plus grands peintres naïfs américains du début du XXe siècle, et, avec Edward Hicks, l'un des plus appréciés aux États-Unis.

## Œuvres
Manchester Valley est exposé au MoMA de New York (donation d'Abby Aldrich Rockefeller en 1939), Washington Under the Council Tree au Newark Museum et Coryell’s Ferry, 1776 au Whitney Museum of American Art.

### Galerie

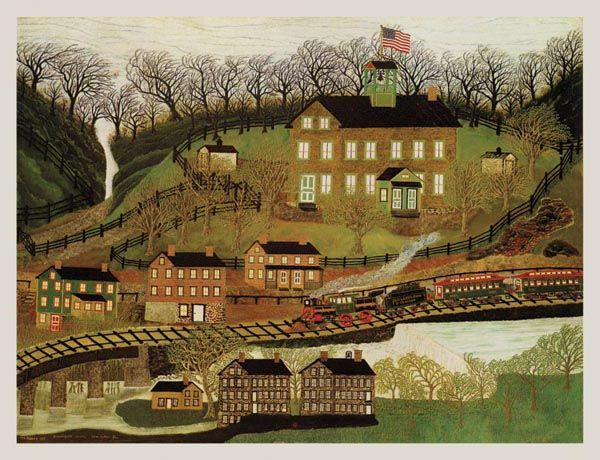
Manchester Valley
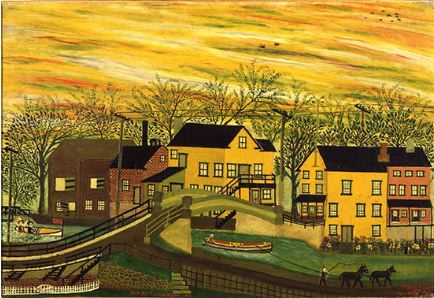
Lehigh Canal, Sunset, New Hope, PA
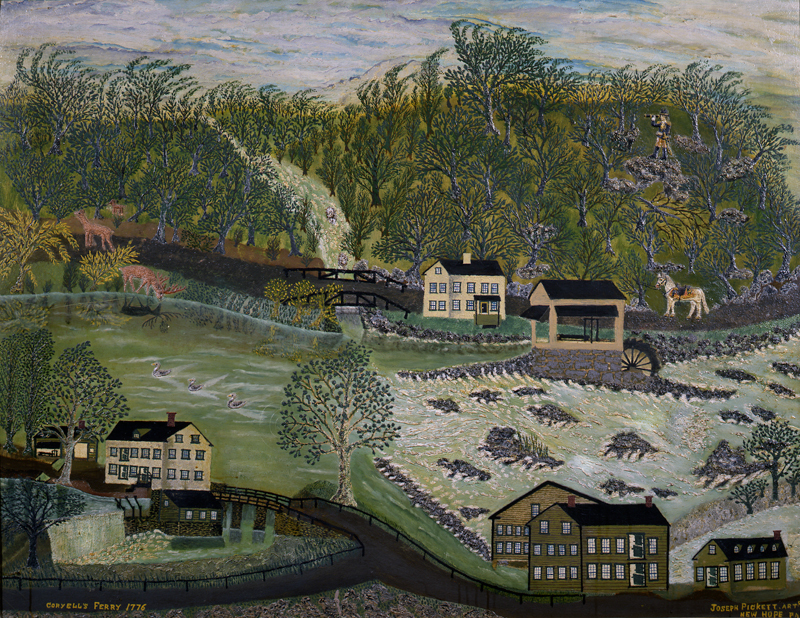
Coryell’s Ferry, 1776
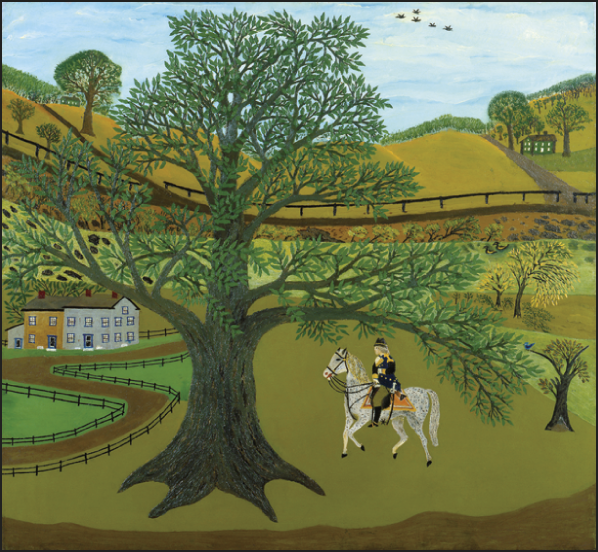
Washington Under the Council Tree
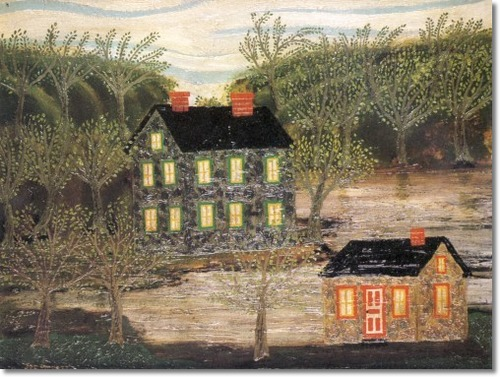
Houses By A Stream Lambertville